# Chigorodó
Chigorodó est une municipalité située dans le département d'Antioquia, en Colombie.

## Personnalités liées à la municipalité
- Geiner Mosquera (1984-) : athlète né à Chigorodó.
- Juan Camilo Zúñiga (1985-) : footballeur né à Chigorodó.
- Jaime Castañeda (1986-) : coureur cycliste né à Chigorodó.